# Paul Combes
 (juillet 2024).
Si vous disposez d'ouvrages ou d'articles de référence ou si vous connaissez des sites web de qualité traitant du thème abordé ici, merci de compléter l'article en donnant les références utiles à sa vérifiabilité et en les liant à la section « Notes et références ».
 Paul Combes, né le 25 novembre 1858 à Cuxac-d'Aude et mort à Bordeaux le 3 juin 1921 d'une affection cardiaque, est un organiste et compositeur français.

## Biographie
Élève de l’école Niedermeyer à Paris, il fut professeur entre autres de Joseph Bonnet et d’Henri Sauguet. En 1880 il était organiste à Notre-Dame de Bergerac avant de venir s’établir à Bordeaux.
À Bordeaux, il a été titulaire successivement : 
- de l’orgue de chœur de la  cathédrale Saint-André (Wenner, 1873) de 1882 à 1884 ;
- du grand-orgue de la basilique Saint-Michel (Merklin, 1869, modifié par Maille en 1892) de 1896 à 1901 ;
- du grand orgue de l’église Notre-Dame (Godefroy Schmit, 1785, modifié par Henry en 1842 et par Wenner et Gotty en 1861, ainsi que par Maille en 1887, inauguré par César Franck) à partir du 1er avril 1901 jusqu’à sa mort le 3 juin 1921.

Charles Tournemire lui dédiera ses Interludes Op. 19 no 4 pour orgue (1900). Son gendre Raoul Duprat lui a succédé à Notre-Dame. Il jouera la Toccatina de Paul Combes à un récital à Notre-Dame le 25 octobre 1947.

## Quelques œuvres

### Piano
- Propos d’Amoureux, polka-mazurka pour piano, Bordeaux, Ravayre-Raver éditeur (1882)
- Capriccietto « Matin d'Avril » en ré majeur, manuscrit (1893)

### Orgue
- Toccatina pour orgue en ré majeur, Paris, Leduc (1897)
- Quasi Adagio en mi bémol majeur pour orgue ou harmonium, Jos. Joubert, coll. Les Maîtres contemporains de l’orgue, vol. 1 (1912)
- Offertoire sur l'antienne Tu es Petrus pour orgue (fragment manuscrit)

### Musique vocale
- Deux mélodies : 1° Absence ! , poésie de Théophile Gautier ; 2° Épithalame, sonnet d’Armand Silvestre. Bordeaux : H. Riffeau, (1899)
- Ave Maria en fa M pour soprano ou ténor et orgue, ms (1885)
- Ave verum en la M pour ténor et orgue (avec violon ad lib.), ms
- Ave verum en sol M pour ténor et orgue. Bordeaux : Chants de la Primatiale de Bordeaux, 1er volume
- 2ème Ave verum en mi bémol majeur pour voix et orgue. Bordeaux : Chants de la Primatiale de Bordeaux, 1er volume
- Ave Maria en fa M pour mezzo-soprano, violon et orgue. Bordeaux : Chants de la Primatiale de Bordeaux, 2ème volume. [après 1888?]
- Laudate dominum pour chœur à 3 voix et orgue. Bordeaux : Chants de la Primatiale de Bordeaux, 2ème volume
- Le Rhin allemand pour chœur à l'unisson ou voix soliste et piano